# 關閘總站
關閘總站（葡萄牙語：Portas do Cerco / Terminal），全稱關閘廣場地下公共客運總站，另稱關閘地下巴士總站，位於澳門花地瑪堂區關閘廣場地底的一個終點站，貼近中國大陸第一大陸路口岸關閘（拱北口岸），故人流非常高，是澳門最繁忙的終點站，亦是澳門首個設於地底及室內的終點站。在颱風天鴿襲澳前，共有17條路線以本站為終點站，7條路線為中途站。是澳門所有終點站中提供最多路線選擇之一。受颱風天鴿影響，該站至2018年12月15日前一直停用，原停靠該站之路線臨時遷至鄰近街道上落客。2018年12月15日起恢復使用。

## 歷史

### 早期
- 本站確實創立日期沒有資料，但在新福利及澳巴成立前（即1988年前），5路線已經是以此站為目的地。

- 關閘巴士總站在搬到臨時總站及關閘地下客運總站啟用前，一直位於關閘口岸前的空地（即現時關閘總站隧道的位置）。

- 2001年4月23日，土地工務運輸局批准3A路線由外港碼頭延伸至本站。[5]

- 2002年12月31日，為配合關閘廣場重整及興建地下巴士總站工程，停用位於關閘廣場地面之總站，搬遷至位於台山的關閘臨時總站（即現時發財車停泊區的位置）。[6]

### 地下總站啟用
- 2004年11月23日，本站正式投入服務，並服務至今。新巴士總站由時任澳門特別行政區政府運輸工務司司長歐文龍揭幕。[7]

- 2006年7月，建設發展辦公室對本站開展改善環境工程，針對行人安全島安裝空調設備，以及加強對站內的排污能力。[8]

- 2008年9月24日，颱風黑格比襲澳，受到連場暴雨及海水倒灌影響，關閘總站內出現嚴重水浸，要全面封閉。經連日清理積水、清潔消毒及接駁照明系統等工作後，發現站內通風系統損壞，交通事務局及土地工務運輸局評估後認為通風系統在未完全修復前，為免影響公眾健康，本站不對外開放，只供巴士作停泊之用。[9]

- 2008年12月7日，交通事務局實施第一階段巴士路線調整，1路線由筷子基總站延長至本站，另外25X路線開設，以本站為總站；配合上述改動，同日起本站內各路線之車道亦作出局部調整。[10]

- 2009年4月27日，配合交通事務局實施第二階段巴士路線調整，3X、5X、10X路線開設，以本站為總站。[11]

- 2011年1月，為加強站內空氣流通及採光，因此在總站頂部開鑿八個通風口。

- 2011年6月12日，27路線開設，新增停靠本站。[12]

- 2011年8月1日，5X路線起點站遷移至市政狗房站。

- 2011年9月9日，本站空調候車區首階段工程完工，而翌日起開展第二階段工程。[13]

- 2011年10月21日，位於中央侯車區上的增設空調候車區建造工程基本完工。[1]

- 2013年4月2日，25F路線開設，以本站為總站。[14]

- 2013年4月4日至7日，因關閘邊檢大樓延長開放通關時間，3、18、25、AP1路線調整首班車和尾班車於本站開出的時間。[15]

- 2013年5月22日，澳門暴雨連場，本站出現嚴重水浸，所有由本站開出的路線改於“看台街／騎士馬路”或“看台街”站開出，而17、27路線臨時取消停靠本站，直至當天下午時份基本已恢復正常運作。[16]

- 2014年10月15日，59路線開設，新增停靠本站。[17]

- 2014年12月13日，調整1、3A、10及10X路線於本站的停靠位置，具體安排如下。[18]

| 路線    | 調整後的車道 |
| ------- | ------------ |
| 1       | D車道        |
| 3A      | E車道        |
| 10、10X | F車道        |

- 2014年12月18日，配合關閘邊檢大樓調整通關開放時間，19條路線服務時間作出調整。其中，首班車由本站開出的路線約於06:00起陸續開出，由其他總站前往本站的路線約於05:40起陸續開出，尾班車由本站開出至澳門各區的路線將於翌日01:00陸續開出，至於大部份由離島或澳門各區其他總站開出前往本站的路線，則由翌日00:35起陸續開出。[19]

- 2016年8月1日，AP1X路線開設，以本站為總站。[20]

- 2016年8月29日，30X路線開設，新增停靠本站。[21]

- 2016年12月15日，因關閘東側上落客區重整工程完工，取消兩側的旅遊巴上落客區，同日起不允許所有旅遊巴駛入本站上落客。[22]

- 2017年2月25日，為減輕本站的負荷，51、59路線取消停靠此站，同時MT4路線總站延長至此站。[23]

- 2017年4月18日，51A路線新增停靠此站。[24]

- 2017年4月29日，交通事務局調整關閘總站的停靠安排，3A、10、10B、10X、18、27（往黑沙環）路線調整停靠之車道，同步往青洲方向的27路線改停靠關閘廣場東側的「關閘廣場」站。[25]

### 超強颱風天鴿嚴重風暴潮破壞
- 2017年8月23日，受到超強颱風天鴿帶來的嚴重風暴潮影響，本站出現嚴重水浸和破壞需要暫停使用。[26]

| “關閘總站”各路線臨時交通安排（2017年8月25日） |                        |                        |
| 巴士公司                                      | 受影響路線             | 可選用站點             |
| 新福利                                        | 5、9、9A、25、25X、28C | 關閘馬路               |
| 新福利                                        | AP1、AP1X              | 關閘廣場               |
| 新福利                                        | 51A                    | 看台街                 |
| 新福利                                        | MT4                    | 沙梨頭北街／筷子基北灣 |
| 新時代                                        | 1、3、3X               | 第二警司處             |
| 新時代                                        | 27、30                 | 看台街                 |
| 新時代                                        | 10                     | 慕拉士馬路／望廈       |
| 新時代                                        | 10B、18                | 祐漢第六街             |
| 新時代                                        | 3A、10X、30X           | 關閘廣場               |

- 2017年8月29日，原於本站為總站的路線對停靠站點再作出調整。[27]

| “關閘總站”各路線臨時交通安排 |                        |
| 受影響路線                   | 可選用站點             |
| 3A、30X、AP1、AP1X           | 關閘廣場               |
| 9、9A                        | 台山中街               |
| 5、16、17、25、28C           | 關閘馬路               |
| 25X                          | 街總社區服務大樓       |
| 27、30、34、51A              | 看台街                 |
| 3                            | 巴波沙大馬路           |
| 1                            | 第二警司處             |
| 3X、10、10X                  | 祐漢第一街             |
| 10B、18                      | 祐漢第二街             |
| MT4                          | 沙梨頭北街／筷子基北灣 |

- 2017年8月31日，為應對開學的巴士服務需求，對原以本站開出或途經路線停靠安排作出調整。[28]

| “關閘總站”各路線臨時交通安排 |                             |
| 受影響路線                   | 可選用站點                  |
| 3A、30X、AP1、AP1X           | 關閘廣場                    |
| 3、3X、5、16、17、25、28C    | 關閘馬路                    |
| 25X                          | 街總社區服務大樓            |
| 27（往黑沙環）、30、34、51A  | 看台街                      |
| 9、9A                        | 台山中街                    |
| 25                           | 巴波沙大馬路                |
| 1                            | 巴波沙大馬路 紀念孫中山公園 |
| 3X、10、10X                  | 祐漢第一街                  |
| 10B、18                      | 祐漢第二街                  |
| MT4                          | 紀念孫中山公園              |

- 2018年6月16日，當局對關閘一帶路線再進行優化[29]。

| “關閘總站”各路線臨時交通安排優化措施 |                                      |                                 |
| 受影響路線                           | 新增停靠站點                         | 取消停靠站點                    |
| 1                                    | 看台街／騎士馬路 三角花園 第二警司處 | 紀念孫中山公園 街總社區服務大樓 |
| 5                                    | 華大新村                             | 關閘馬路                        |
| 5AX                                  | 台山街市 華大新村                    | 關閘馬路                        |
| 9A                                   | 看台街／騎士馬路                     | --                              |
| 25                                   | 關閘馬路                             | 三角花園                        |
| 28C                                  | 看台街／騎士馬路                     | 關閘馬路                        |

### 重整工程
- 2017年9月18日，政府公佈本站通風系統重建及環境改善計劃工程安排，當時預計整個改善工程於2019年第二季部分完成交付使用，2019年第四季整體完成交付使用。[30]

- 2018年3月，本站重整工程展開，行政長官崔世安發出批示，在本站重整工程期間獲豁免《噪音法》限制，施工時間可延長至22:00。[31][32]

### 重整完工後再度啟用
- 2018年12月15日，耗資1.7億元整改後，本站恢復運作，首階段共8條路線設為终點站，分別為1、3、3X、10、25、25B、AP1、MT4路線，其中3X路線以本站為落客站，以「關閘馬路」為上客站；另外有5條路線途經此站，分別為17、27、30、34、51A路線。[4][33]

- 2019年4月30日，3X路線之上客站調整至本站。

- 2022年10月6日，1與3X路線之停靠位置對調。[34][35][36]

- 2023年12月2日，為配合輕軌媽閣站啟用，61路線開設，以本站為總站。[37][38][39]

- 2024年6月8日，逢中港澳假期期間，3T、17T路線臨時開設，以此站為總站。[40]

## 設施
- 備有空氣調節的洗手間。
- 澳門電訊電話亭。
- 新福利及澳巴員工休息室。
- 新福利及澳巴路線詢問處。
- 關閘廣場往來地下終點站的扶手電梯3組、升降機2部、公用樓梯5條。
- 保安控制中心。
- 可觸式交通資訊屏。
- 澳門通自動售賣機。

## 目前車道分佈情況
| 西側車道 （往離島）                                        |                                                          | 由地下總站通往地面之扶手電梯                           | 由地下總站通往地面之扶手電梯       |
| 西側車道 （往離島）                                        | 洗手間、電話亭、通道往工人體育場停車場、新福利員工休息室 |                                                        |                                    |
| 西側車道 （往離島）                                        | ← A 車道                                                 | AP1路線                                                | 澳門機場                           |
| 西側車道 （往離島）                                        | ← B 車道                                                 | 25B路線 30路線 34路線                                  | 橫琴澳方口岸 氹仔中央公園 海洋花園 |
| 西側車道 （往離島）                                        | ← C 車道                                                 | 25路線 51A路線 MT4路線                                 | 路環市區 蝴蝶谷大馬路 氹仔客運碼頭 |
| 路線詢問處及往來關閘廣場地面及總站之樓梯、扶手電梯、升降機 |                                                          |                                                        |                                    |
| 東側車道 （往澳門）                                        |                                                          |                                                        |                                    |
| → D 車道                                                   | 3路線 3X路線 17路線 17T路線 61路線                       | 外港碼頭 亞馬喇前地 白鴿巢 新勝街 媽閣（媽閣交通樞紐） |                                    |
| → E 車道                                                   | 1路線 27路線                                             | 媽閣（媽閣交通樞紐） 望廈                              |                                    |
| → F 車道                                                   | 10路線                                                   | 媽閣 （媽閣交通樞紐）                                  |                                    |
|                                                            | 洗手間、電話亭、澳巴員工休息室                           |                                                        |                                    |
|                                                            | 由地面進入地下客運終點站之扶手電梯                       |                                                        |                                    |

## 路線資料

### 終點站路線資料
| M1     | M1     | M1    | 關閘總站 Portas do Cerco／Terminal | 關閘總站 Portas do Cerco／Terminal | 關閘總站 Portas do Cerco／Terminal | 關閘總站 Portas do Cerco／Terminal |
| 營運商 | 營運商 | 路線  | 出發地                             | 目的地                             | 途經地點 | 備註                               |
| A車道  | A車道  | A車道 | A車道                              | A車道                              | A車道 | A車道                              |
| ------ | ------ | ----- | ---------------------------------- | ---------------------------------- | --- | ---------------------------------- |
| 新福利 | 新福利 | AP1   | 關閘                               | ↺ 澳門機場 輕軌機場站              | - 看台街 - 祐漢（中心街） - 黑沙環（黑沙環公園、廣華） - 外港碼頭 - 友誼大馬路（行車天橋） - 北安大馬路 - 氹仔客運碼頭（ 輕軌氹仔碼頭站） |                                    |
| B車道  |        |       |                                    |                                    | |                                    |
| 新福利 | 新福利 | 25B   | 關閘                               | 橫琴澳方口岸 輕軌橫琴站            | - 台山（孫中山公園、街總服務大樓） - 逸園賽狗場 - 美副將（市政狗房、望廈山、愉景花園） - 二龍喉公園 - 得勝花園 - 塔石體育館 - 水坑尾 - 亞馬喇前地 - 史伯泰（麗景灣酒店） - 氹仔市區（泉澧、泉裕） - 澳門運動場（ 輕軌運動場站） - 望德聖母灣（ 輕軌排角站） - 路氹連貫公路（新濠天地） - 美獅美高梅及倫敦人 - 鏡湖護理學院 - 蓮花路停車場（ 輕軌蓮花站） |                                    |
| C車道  |        |       |                                    |                                    | |                                    |
| 新福利 | 新福利 | 25    | 關閘                               | ↺ 路環市區                         | - 關閘馬路 - 美副將（市政狗房、望廈山、愉景花園） - 二龍喉公園 - 得勝花園 - 塔石體育館 - 水坑尾 - 亞馬喇前地 - 史伯泰（麗景灣酒店） - 氹仔市區（泉澧、泉亮） - 氹仔嘉樂庇馬路（茵景園、大潭山壹號） - 路氹連貫公路（新濠天地、倫敦人） - 蓮花路停車場（ 輕軌蓮花站） - 石排灣（公屋群及郊野公園） - 路環警察訓練營 |                                    |
| 新福利 | 新福利 | MT4   | 關閘                               | 氹仔客運碼頭 輕軌氹仔碼頭站        | - 台山（孫中山公園、青茂口岸、青洲坊） - 綠楊花園 - 林茂塘（信譽灣畔） - 沙梨頭（海邊新街） - 十六浦 - 河邊新街（司打口、下環） - 媽閣廟及媽閣交通樞紐（ 輕軌媽閣站） - 氹仔海濱休憩區 - 海洋花園（海洋廣場、衛生中心）（ 輕軌海洋站） - 南新花園（ 輕軌馬會站） - 氹仔市區（中央公園、泉亮） - 氹仔嘉樂庇馬路（茵景園、大潭山壹號） - 路氹連貫公路（新濠天地、倫敦人） - 澳門協和醫院（ 輕軌協和醫院站） - 蓮花路 - 溜冰路（澳門東亞運動會體育館） - 上葡京及永利皇宮 |                                    |
| D車道  |        |       |                                    |                                    | |                                    |
| 澳巴   | 澳巴   | 3     | 關閘                               | 外港碼頭                           | - 關閘馬路 - 提督馬路（賈梅士商業中心、聚龍軒） - 沙梨頭（華寶工業大廈、水上街市、海邊新街） - 十六浦 - 新馬路及殷皇子馬路 - 葡京酒店 - 財神酒店及假日酒店 - 高美士（利澳、理工大學、大賽車博物館、金龍） |                                    |
| 澳巴   | 澳巴   | 3X    | 關閘                               | ↺ 亞馬喇前地                       | - 關閘馬路 - 提督馬路（賈梅士商業中心、聚龍軒） - 沙梨頭（華寶工業大廈、水上街市、海邊新街） - 十六浦 - 新馬路及殷皇子馬路 | 快線                               |
| 新福利 | 新福利 | 17T   | 關閘                               | ↺ 新勝街                           | |                                    |
| 澳巴   | 新福利 | 61    | 關閘                               | 媽閣 輕軌媽閣站 媽閣交通樞紐       | - 青茂口岸 - 十六浦 - 媽閣廟 |                                    |
| E車道  |        |       |                                    |                                    | |                                    |
| 澳巴   | 澳巴   | 1     | 關閘                               | 媽閣 輕軌媽閣站 媽閣交通樞紐       | - 騎士馬路 - 三角花園 - 逸園賽狗場 - 提督馬路（賈梅士商業中心、聚龍軒） - 沙梨頭（華寶工業大廈、水上街市、海邊新街） - 十六浦 - 河邊新街（司打口、下環） - 媽閣廟 |                                    |
| F車道  |        |       |                                    |                                    | |                                    |
| 澳巴   | 澳巴   | 10    | 關閘                               | 媽閣 輕軌媽閣站 媽閣交通樞紐       | - 祐漢 - 黑沙環（龍園、望廈、飛通大廈） - 外港碼頭 - 友誼大馬路（行車天橋） - 金蓮花廣場及大賽車博物館 - 萬龍酒店及理工大學 - 羅理基（東方拱門、治安警察局） - 約翰四世大馬路 - 殷皇子馬路及新馬路（金碧坊） - 河邊新街（司打口、下環） - 媽閣廟 |                                    |

### 中途站路線資料
| 澳巴   | 30  | 青洲坊       | ↺ 氹仔中央公園 | - 祐漢（看台街、祐漢街市、麗華大廈） - 黑沙環（龍園、望廈、海濱、保利達） - 海灣花園及氹仔墳場 - 湖畔公園 - 氹仔舊城區（龍環葡韻、官也街、地堡街） - 澳門運動場 - 賽馬會及柯維納馬路（ 輕軌馬會站） - 廣東大馬路（星皓廣場）      |
| 新福利 | 34  | 青洲坊       | 海洋花園       | - 祐漢（看台街、祐漢街市、麗華大廈） - 黑沙環（龍園、望廈、海濱、保利達） - 海灣花園及氹仔墳場 - 湖畔公園 - 氹仔舊城區（龍環葡韻、官也街、地堡街） - 澳門運動場 - 賽馬會及柯維納馬路（ 輕軌馬會站） - 氹仔海濱花園（ 輕軌海洋站） |
| C車道  |     |              |                | |
| 新福利 | 51A | 海擎天       | 蝴蝶谷大馬路   | - 看台街及中心街 - 黑沙環（黑沙環公園、保利達） - 北安大馬路 - 氹仔客運碼頭（ 輕軌氹仔碼頭站） - 澳門機場（ 輕軌機場站） - 科大醫院及科技大學 - 威尼斯人及金光會展（ 輕軌路氹西站） - 巴黎人 - 路氹連貫公路 - 石排灣公屋群        |
| D車道  |     |              |                | |
| 新福利 | 17  | ↺ 宋玉生廣場 | 白鴿巢         | - 關閘馬路 - 提督馬路（賈梅士商業中心） - 雅廉訪（幸運閣） - 賈伯樂提督街（培正中學、沙嘉都喇、東南小學） - 新勝街 |
| E車道  |     |              |                | |
| 澳巴   | 27  | ↺ 青洲       | 望廈           | - 祐漢（看台街、中心街） - 黑沙環（衛生中心、東方明珠、裕華） |

## 嚴重事故
- 2007年2月9日：澳巴25路線一部產自深圳的五洲龍客車，在站內起火並發生爆炸，由於事發時正直尖峰時間，近300人需要緊急逃生。巴士總站亦首次因事故而需要關閉，大量乘客受到影響。[41]

- 2007年2月25日：一輛新福利3A路線巴士在站內起火，無人受傷，近30乘客疏散。[來源請求]

- 2007年3月31日20:00左右，澳巴18路線一部日野RX4JFKA型號小巴，在關閘總站內失控，車頭猛烈撞向一條柱墩，導致車上11名乘客受傷。因事故傷者人數眾多，澳門消防局要啟動緊急應變機制，派出三輛救護車到場將傷者送院治理；而其中1名女子因受驚過度，在等待送院期間更一度暈倒。肇事巴士車頭損毀嚴重，登車門被撞飛。[42]

- 2008年9月24日，颱風黑格比襲澳，由於受到連場暴雨及海水倒灌影響，關閘總站內出現嚴重水浸，要全面封閉。經連日清理積水、清潔消毒及接駁照明系統等工作後，發現站內通風系統損壞，交通事務局及土地工務運輸局評估後認為通風系統在未完全修復前，為免影響公眾健康，不對外開放，只供巴士作停泊之用。[9]

- 2010年5月22日15:00左右，一輛停泊關閘總站內的旅遊巴士因機件故障冒煙，事件中無人受傷。[43]

- 2013年5月22日，澳門自當天午夜起暴雨連場，氣象局一度發出暴雨警告信號約達九小時，氣象局錄得全澳平均雨量超過兩百毫米，部分地區更達三百毫米雨量，期間澳門多處出現嚴重水浸，本站亦不能倖免。暴雨期間，共有20條往返本站主要路線停止服務，公共運輸受嚴重影響，平日要搭巴士趕上班的市民苦不堪言。直至當天16:00，相關積水才能清理妥，各路線開始恢復行駛。[44]

- 2014年9月4日傍晚，一名44歲的新時代車長首日上班駕駛3A路線，期間司機懷疑因踏錯油門引致巴士加速撞向石柱，車頭擋風玻璃碎裂，造成12人受傷，12名傷者為4男8女，年齡介乎24至63歲，包括三名非澳門居民。[45]

- 2017年8月23日，颱風天鴿襲澳，由於受到海水倒灌影響，本站發生嚴重水浸，由於電力及各種設備故障，本站全面關閉，原經該站的24條巴士路線臨時停靠在關閘周邊站點。整改歷時一年四個月，至翌年12月15日重開。[46][47]

## 其他事件
- 2012年11月15日，兩名維澳蓮運司機涉嫌毆打一名乘客，相關片段和帖文被發佈至社交平台，賽發當天是澳門大賽車試車日的上午8時多，一名乘客登上維澳蓮運3A路線巴士詢問車長是否到關閘兩次，但司機不作理會，該名乘客再問被司機以無理和惡劣態度對待，後來該乘客與車長吵架，當巴士到總站後該車長與兩名乘客“大打出手”。維澳蓮運回應指，兩名涉事車長因為涉嫌與兩名乘客打架，被帶返警署調查。維澳蓮運將與兩名司機面談了解事件，但強調無論基於任何理由，都不允許車長與乘客打架，不排除紀律處分涉事司機。相關事件引上網上熱議，更批評維澳蓮運服務非常惡劣。[48]

- 2015年3月9日，一名37歲無業的男性澳門居民於本站一個電話亭縱火，司警正式以縱火罪檢控即場被保安員制服的男子。有人聲稱感電話亭有電波干擾他，於是放火將之燒毀。被捕男子移送氹仔精神病院檢查。[49]

## 軼事
- 關閘總站巴士事故時有發生，且相關司機均具多年駕車經驗，並非“新手”，有司機認為事件過於巧合，認為與鬼怪作祟有關，於是有巴士司機特意在關閘總站拜神祈福，大灑溪錢，並於休息室外設置香爐，以求安心。 [50]
- 2019年5月15日，因應關閘邊檢大樓出現離境人潮，一度實施人潮管制措施，其中所有以本站為總站的部分巴士路線被安排以“巴波沙大馬路”作為尾站落客，本站內所有電梯和扶手電梯暫停使用，乘客需使用樓梯步行前往廣場。[51]

## 爭議

### 關閘總站通風差及酷熱
- 澳門坊間一直批評關閘總站內通風差非常酷熱，通風欠佳，澳門立法會議員吳國昌及陳明金亦因此提出書面質詢，澳門日報更作頭條報導[52]。而交通事務局局長汪雲於2010年8月7日指，將在關閘總站開四個天窗加強通風，並興建冷氣候車室。[53]

### 站內指示不足
- 2007年6月28日，澳門日報以“指示欠奉地點隱．機場快線站難尋”為題，批評站內沒有機場線（AP1路線的指示，不便旅客）。[54]

### 鼠患
- 2010年10月27日，澳門日報頭版刊登關閘總站鬧鼠患，指站內冷氣通風管道與地下污水渠已成老鼠藏身之所，鼠輩橫行，排泄物處處，每日數以千計候車乘客在站內與老鼠“同呼吸”，衛生情況令人憂慮。

### 新福利將關閘總站改為油站用途
- 2021年8月，網上有人報導新福利於關閘總站為巴士入油，引發安全疑慮。交通事務局獲悉後回覆傳媒，稱已向新福利發出警告並嚴正指出禁止在巴士站點進行入油操作，正進一步調查並會按合同跟進處理。[55]

## 未來發展
- 2022年9月24日，行政長官賀一誠宣佈中央已正式同意澳門可使用涉及內地的一塊土地，將澳門輕軌東線的設計由關閘延伸至青茂口岸，而東線的ES1站預計將由關閘東側海床下方改為更靠近現時關閘邊檢大樓下方，同時將有通道打通或擴建本站，具體詳情將待澳門立法會復會後介紹相關設計方案。[56]
- 2022年10月18日，運輸工務範疇包括運輸工務司司長羅立文等各個官員列席澳門立法會進一步介紹輕軌東線初步設計，公共建設局局長林煒浩介紹，如日後能成功取得俗稱V形地塊（關閘旅遊巴停泊處東側的中國大陸海面土地），ES1站將會在靠近關閘邊檢大樓旁興建，其中該站的A出入口將會分為A1和A2出入口，當中A2出入口規劃上將透過地下行人隧道方式興建，下穿關閘地下行車道後接駁至本站的東北側，步行距離約40米左右，方便乘客往返輕軌ES1站及本站。[57][58]
- 2023年12月29日，第十四届全国人民代表大会常务委员会第七次會議閉幕，會議表決，通過全國人大常委會關於授權澳門特別行政區對廣東省珠海市拱北口岸東南側相關陸地和海域實施管轄的決定[59]。
- 2024年2月上旬，公共建設局表示就第十四届全国人民代表大会常务委员会第七次會議審議通過授權澳門特別行政區對V形地實施管轄決定，已啟動修改ES1站設計工作，在充分利用V形地，深入研究連接至關閘邊檢大樓及地下巴士總站（即本站）[60]。同年2月19日，特區公報刊登行政長官公告，公佈《全國人民代表大會常務委員會關於授權澳門特別行政區對廣東省珠海市拱北口岸東南側相關陸地和海域實施管轄的決定》[61]。有關土地於同年5月31日正式移交給澳門特別行政區管理[62]。

## 鄰近公共運輸站
「關閘廣場」計程車站
關閘臨時旅遊巴停車場
M9 關閘廣場（Praça das Portas do Cerco）
路線：3A、27、51、59
M248 關閘東側上落客區（Zona P / Passageiros-Este P. do Cerco）
路線：3AX、17S、25AX、30X、51X、AP1X

## 備註
1. ↑  首次開放
2. ↑  重啟後

## 外部連結
- 新福利官方網站 （繁體中文） （页面存档备份，存于）
- 澳巴官方網站 （繁體中文） （页面存档备份，存于）